# Cneoranidea sinica
Cneoranidea sinica es un coleóptero de la familia Chrysomelidae.
Fue descrita científicamente en 1991 por Yang.